# Meno (muziek)
Meno (Italiaans voor minder) is een Italiaanse muziekterm en wordt toegevoegd aan een andere muzikale aanwijzing. Dit kunnen zowel dynamische als tempo-aanwijzingen zijn. Als het wordt gebruikt in combinatie met een dynamische aanwijzing (zoals meno forte), is het de bedoeling dat men niet deze sterkte speelt, maar afgezwakt. In het geval van forte is dat minder sterk (in de praktijk komt dit neer op een dynamiek tussen mezzoforte en forte in). In combinatie met een tempo-aanwijzing is het ook een afzwakking. In het geval van bijvoorbeeld meno allegro is dit een verlangzaming van het tempo. Dit is ook het geval bij andante. Men zou kunnen stellen dat, indien bij andante als langzaam tempo de toevoeging meno gezet wordt, men sneller moet gaan spelen. Echter is de vertaling van andante gaande, en betekent meno andante dus minder gaande en is dus langzamer dan andante. Gebruik in combinatie met een voordrachtsaanwijzing komt zelden voor, maar is wel mogelijk. In dat geval betreft het wederom een toevoeging die de mate waarin de aanwijzing tot uitdrukking moet komen, afzwakt.  
Tegenhanger van deze aanwijzing is più, wat meer betekent.

## Andere toevoegingen aan een tempo-aanduiding
- molto, assai (zeer)
- vivace, con brio, vivo (levendig)
- mosso (levendig, bewogen)
- un poco, (een beetje)
- poco a poco (beetje bij beetje, langzamerhand)
- moderato (gematigd)
- più (meer)
- quasi (bijna, ongeveer)
- troppo (te veel)
- allegro assai (zeer snel)